# Danielys García
Danielys García (født 20. august 1986) er en venezuelansk cykelrytter som konkurrerer i landevejscykling. Hun repræsenterede Venezuela under Sommer-OL 2012 i London, hvor hun ikke gennemførte landevejsløbet.